# Samantha Smith
Samantha Smith, född 29 juni 1972 i Houlton, Maine, död 25 augusti 1985 i Auburn, Maine, var en amerikansk flicka som blev känd som en "fredsduva" då hon 1982 skrev ett brev till Jurij Andropov, för att få reda på varför relationerna mellan Sovjetunionen och USA var så spända och i vilket hon uttryckte sin oro för ett kärnvapenkrig. Brevet föranledde Jurij Andropov att inbjuda henne till Sovjetunionen.
Hon deltog också i fredsaktiviteter i Japan.
Hon och hennes far omkom vid en flygolycka under inspelningen av TV-serien Lime Street.

## Utmärkelser
Asteroiden 3147 Samantha är uppkallad efter henne.

## Filmografi
| År   | Titel             | Roll             | Kommentar                 |
| ---- | ----------------- | ---------------- | ------------------------- |
| 1984 | Charles in Charge | Kim              | Avsnittet "Slumber Party" |
| 1985 | Lime Street       | Elizabeth Culver | 3 avsnitt                 |